# Porte (Italië)
Porte is een gemeente in de Italiaanse provincie Turijn (regio Piëmont) en telt 987 inwoners (31-12-2004). De oppervlakte bedraagt 4,4 km², de bevolkingsdichtheid is 224 inwoners per km².

## Demografie
Porte telt ongeveer 447 huishoudens. Het aantal inwoners steeg in de periode 1991-2001 met 0,4% volgens cijfers uit de tienjaarlijkse volkstellingen van ISTAT.
| Jaar | Inwoneraantal |
| ---- | ------------- |
| 1991 | 936           |
| 2001 | 940           |

## Geografie
Porte grenst aan de volgende gemeenten: Pinerolo, San Pietro Val Lemina, Villar Perosa, San Germano Chisone, San Secondo di Pinerolo.
1. ↑  https://demo.istat.it/?l=it.